# Alexandra (stoel)
De Alexandra is een ontwerp van Javier Mariscal uit 1995 voor de Italiaanse fabrikant Moroso.
De stoel is een retro-ontwerp geënt op de stijl van Gaudí en heeft het kenmerkende sprekende kleurgebruik wat ook in de mozaïeken van Gaudí is terug te vinden alsmede de vloeiende belijning.